# Hit, Syria
Hit (tiếng Ả Rập: الهيت, cũng đánh vần là Heet hoặc al-Hit) là một ngôi làng ở miền nam Syria, một phần hành chính của Tỉnh al-Suwayda, nằm ở phía đông bắc của al-Suwayda. Nó nằm ở cuối phía bắc của Jabal al-Arab. Các địa phương gần đó bao gồm Shaqqa ở phía nam, Umm al-Zaytun và Amrah ở phía tây nam, al-Hayyat ở phía bắc và al-Buthainah ở phía đông. Theo Cục Thống kê Trung ương Syria (CBS), Hit có dân số 655 trong cuộc điều tra dân số năm 2004. Cư dân chủ yếu là Kitô hữu hoặc Druze.

## Lịch sử và khảo cổ học
Hit được xác định với thành phố cổ Eitha. Trong thời kỳ cai trị của Herodian, nó đóng vai trò là căn cứ quân sự chính cho khu vực núi lửa Lejah. Tàn tích trong Hit có từ thời La Mã bao gồm một biệt thự hai tầng và một hồ chứa lớn. Một dòng chữ có niên đại 232 CE được tìm thấy trong Hit tiết lộ rằng trong thời gian đó, một chiến lược gia ("thủ lĩnh địa phương, quan chức hoàng gia") đã điều hành thị trấn. Thỉnh thoảng trong những năm 354 và 355 CE, phó tế Byzantine của khu vực, Sabinianos, đã xây dựng một nhà thờ ở Eitha dành riêng cho Sergius để vinh danh cái chết của ông vào đầu thế kỷ thứ 4. Nhà thờ, từng là một phần của tu viện, là một trong những nơi tôn nghiêm sớm nhất được dành riêng cho một vị thánh Kitô giáo ở một nơi khác ngoài địa điểm tử đạo của vị thánh.
Theo du khách phương Tây Josias Leslie Porter, Hit từng có dân số khoảng 10.000 người, nhưng vào những năm 1850, con số này đã giảm xuống còn vài trăm cư dân. Ông lưu ý thêm rằng hầu hết các ngôi làng được bao phủ bởi những tàn tích cổ xưa và hầu hết các ngôi nhà có người ở cũng là cổ xưa. Một ngôi đền dành riêng cho vị thần ngoại giáo Jupiter, một đài phun nước được xây dựng bởi một quan chức La Mã tên là Aelius Mazimos và một đài phun nước khác có niên đại 120 CE đã được tìm thấy ở Hit. Năm 1862, trong thời kỳ cuối Ottoman ở Syria, gia tộc Druze Bani Amer đã kiểm soát Hit cùng với bảy ngôi làng khác trong khu vực. Trong một cuộc nổi dậy của nông dân ở Jabal al-Arab, cư dân của Hit đã nổi dậy chống lại những người theo đạo Hồi ("thủ lĩnh") của tộc Bani Amer.
Năm 1927, dưới sự cai trị của Pháp, Hit là một ngôi làng nông thôn có đa số Kitô hữu gồm 284 người, và một thiểu số Druze là 182. Đó là ngôi làng duy nhất ở Jabal al-Arab với dân số theo đạo Thiên chúa.